# Балка (селище)
Балка (до 2016 року — Червоний Жовтень) — селище Сніжнянської міської громади Горлівського району Донецької області, Україна. Населення становить 47 осіб. Відстань до Сніжного становить близько 8 км і проходить автошляхом місцевого значення.

## Географія
На північно-східній околиці селища бере початок Балка Медова.

## Населення
За даними перепису 2001 року населення селища становило 47 осіб, із них 19,15 % зазначили рідною мову українську та 80,85 %— російську.